# Si (kana)
A hiragana し, katakana シ, Hepburn-átírással: shi, magyaros átírással: si japán kana. A hiragana és a katakana is a 之 kandzsiból származik. A godzsúonban (a kanák sorrendje, kb. „ábécérend”) a 12. helyen áll. A し Unicode kódja U+3057, a シ kódja U+30B7. A dakutennel módosított alakok (hiragana じ, katakana ジ) átírása dzsi, kiejtése [d͡ʑi].
A katakana dakuten alakját használják a di szótag átírására, például az Aladdin japánul アラジン (Aradzsin), a rádió pedig ラジオ (radzsio). 
|            | Hepburn és magyaros | Hiragana (Unicode) | Katakana    |
| ---------- | ------------------- | ------------------ | ----------- |
| Alapalak   | shi si              | し (U+3057)        | シ (U+30B7) |
| Dakutennel | ji dzsi             | じ (U+3058)        | ジ (U+30B8) |

## Vonássorrend
|  |  |
|  |  |